# Xoài Osteen
Xoài 'Osteen' là tên một giống xoài thương mại có nguồn gốc ở đảo Merritt, Florida.

## Lịch sử
Cây ban đầu mọc lên từ một hạt giống được trồng vào năm 1935 trên đất đai của SA Osteen, Quận ủy đầu tiên của Hạt Brevard, Florida. Osteen đã được báo cáo là một hạt giống từ cây xoài Haden, mà phân tích phả hệ sau đó đã chỉ ra. Cây đầu tiên ra trái vào năm 1940 và được đặt theo tên của gia đình Osteen nổi tiếng sống ở khu vực Lotus trên đường mòn Nam nhiệt đới ở đảo Merritt, Florida từ cuối thế kỷ 19. Thế hệ sau của giống cây này vẫn sống ở đó cho đến nay.
Osteen được đánh giá cao trong mục đích thương mại và sau đó được sử dụng làm giống thương mại do màu sắc, đặc tính sản xuất và hương vị của nó. Ngày nay, nó là một giống cây được ưa chuộng ở châu Âu  và vẫn được trồng ở quy mô thương mại nhỏ ở Florida trên đảo Merritt.
Cây Osteen được trồng trong các bộ sưu tập của USDA tại kho tế bào mầm ở Miami, Florida  và Công viên trái cây và gia vị Miami-Dade ở Homestead, Florida.

## Miêu tả

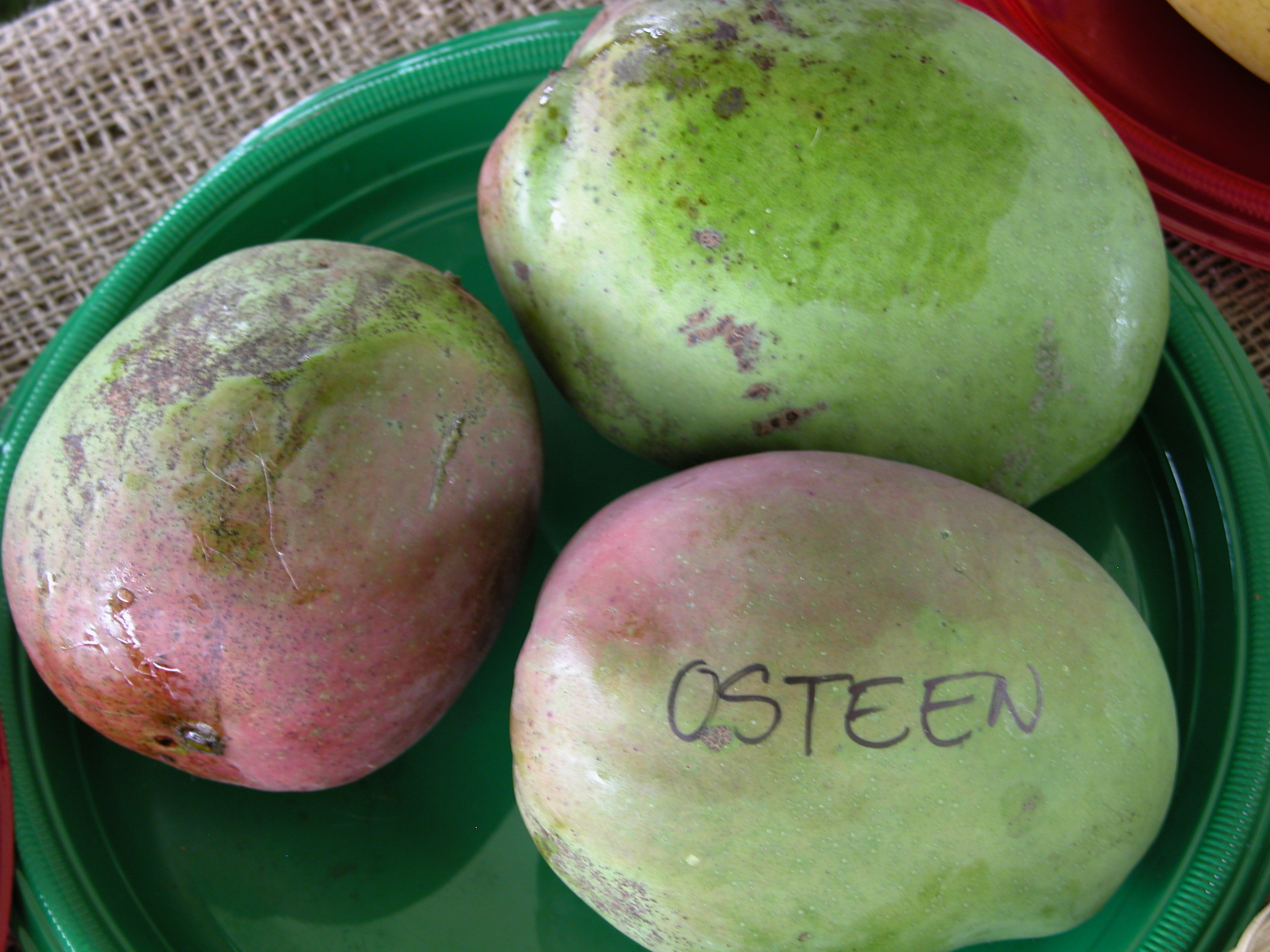
Xoài 'Osteen'

Quả có hình dạng thuôn dài với đế tròn và đỉnh đôi khi chứa một cái mũi khoằm nhỏ. Nó trung bình nặng hơn một pound khi trưởng thành. Làn da mịn màng có màu nền vàng nhưng thường chuyển sang màu tím đậm. Thịt gần như không có chất xơ và có hương vị nhẹ nhưng ngọt. Quả chứa một hạt đơn phôi. Nó thường chín từ tháng 7 đến tháng 9 ở Florida.
Cây này là một giống cây trồng mạnh mẽ và tạo ra những tán cây rậm rạp.